# Cryptoheros
Cryptoheros és un gènere de peixos de la família dels cíclids i de l'ordre dels cipriniformes que es troba a l'Amèrica Central.

## Taxonomia
- Cryptoheros altoflavus (Allgayer, 2001)
- Cryptoheros chetumalensis (Schmitter-Soto, 2007)
- Cryptoheros cutteri (Fowler, 1932)
- Cryptoheros myrnae (Loiselle, 1997)
- Cryptoheros nanoluteus (Allgayer, 1994)
- Cryptoheros panamensis (Meek & Hildebrand, 1913)
- Cryptoheros sajica (Bussing, 1974)
- Cryptoheros septemfasciatus (Regan, 1908)
- Cryptoheros spilurus (Günther, 1862)[2][3][4]